# غالاروثا
بلدية غالاروثا (بالإسبانية: Galaroza) هي بلدية تقع في مقاطعة ولبة التابعة لمنطقة أندلوسيا جنوب إسبانيا.

## الديموغرافيا
بلغ عدد سكان بلدية غالاروثا 1.599 نسمة عام 2011 (وفقاً للمعهد الوطني الإسباني للإحصاء).
| 1.594 | 1.600 | 1.618 | 1.642 | 1.615 | 1.618 | 1.599 |